# Marañón (flod)
Marañón är en flod i Peru. Den är 1 737 kilometer lång, med ett avrinningsområde på 358 000 km2, och en vattenföring på 16 708 m³/s.
Den flyter ihop med Ucayali-floden ungefär 100 km söder om staden Iquitos och bildar Amazonfloden.

## Fotnoter
1. ↑  Enligt Peru är sammanflödet med Ucayali startpunkten för Amazonfloden, medan Brasilien placerar startpunkten längre ner i flödet, vid staden Manaus, där Rio Solimões och Rio Negro flyter samman.[2]